# Suolo poligonale

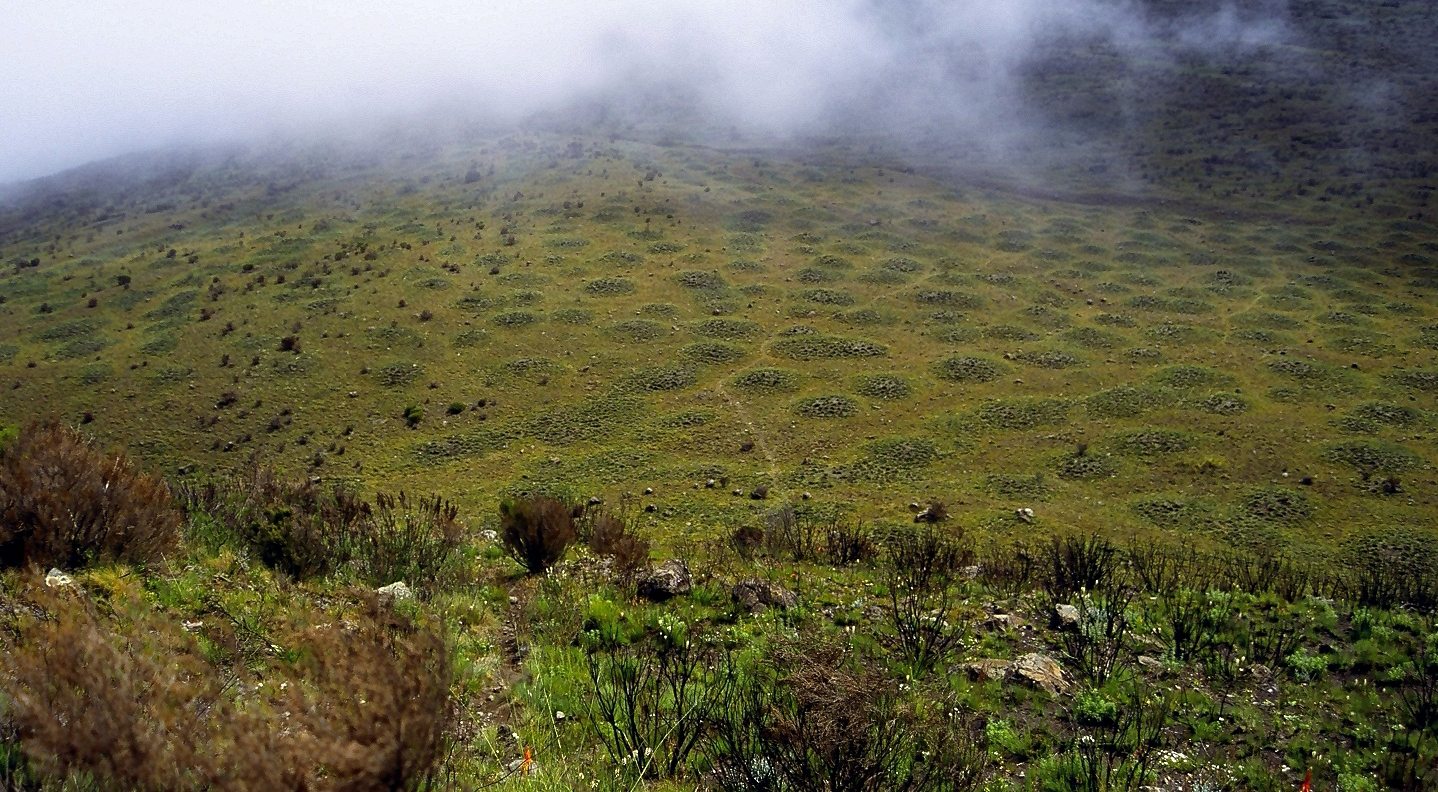
Il suolo poligonale al di sotto della Mugi Hill sul monte Kenya è causato dal criosollevamento.

La definizione di suolo poligonale (in lingua inglese patterned ground), detto anche terreno figurato o terreno strutturato, è usata per descrivere le varie e spesso simmetriche forme geometriche in cui si conforma il materiale del suolo in regioni periglaciali. È tipicamente localizzato in regioni remote dell'Artico, Antartico, nell'entroterra (outback) dell'Australia, nelle aree periglaciali alpine, ma si può trovare anche dovunque si alternano il congelamento e lo scongelamento del suolo.
Le forme geometriche e i modelli associati con il suolo poligonale sono spesso scambiati per creazioni artistiche dovute alla mano dell'uomo. Per diverso tempo la natura del suolo poligonale ha lasciato perplessi gli scienziati, ma negli ultimi venti anni l'introduzione di modelli geologici computerizzati ha permesso di collegare la formazione di queste strutture ai fenomeni associati con il criosollevamento, un effetto che provoca l'espansione e il sollevamento di terreni umidi, a grana fine e porosi nella fase di congelamento prolungato. 

## Tipi di suolo poligonale

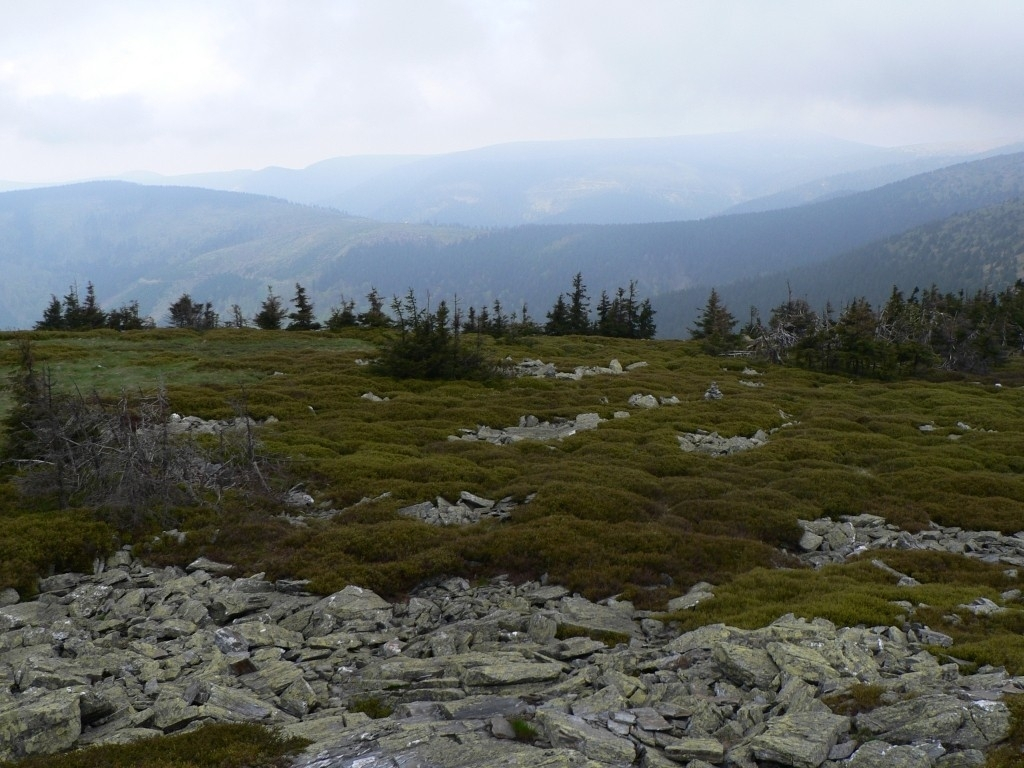
Poligoni sui monti Hruby Jesenik presso Bridlicna, Repubblica Ceca.

Il suolo poligonale può manifestarsi in una grande varietà di forme. Tipicamente, l'aspetto del suolo poligonale in una data area è correlato alla quantità delle pietre più grandi presenti nel terreno locale e alla frequenza dei cicli di gelo-disgelo. 

### Poligoni
I poligoni si possono formare nelle zone del permafrost o in aree che sono soggette a congelamento stagionale. Le rocce che costituiscono questi anelli di pietra sollevati generalmente diminuiscono in grandezza con la profondità. Nelle estensioni nordiche delle foreste boreali canadesi, quando le paludi pervengono a un climax eutrofico creando un tappeto di carici, il larice americano e il peccio nero (Picea mariana) sono spesso i primi colonizzatori dei suoli poligonali.

### Circoli
I circoli  misurano da pochi centimetri a diversi metri di diametro. Possono essere costituiti da materiale di dimensioni uniformi o irregolari, e generalmente si dispongono con i sedimenti più fini al centro, circondati da un cerchio di pietre più grandi. I cerchi irregolari sono simili, ma sono delimitati da un margine circolare di vegetazione invece che dal cerchio più grande di pietre.  

### Gradoni

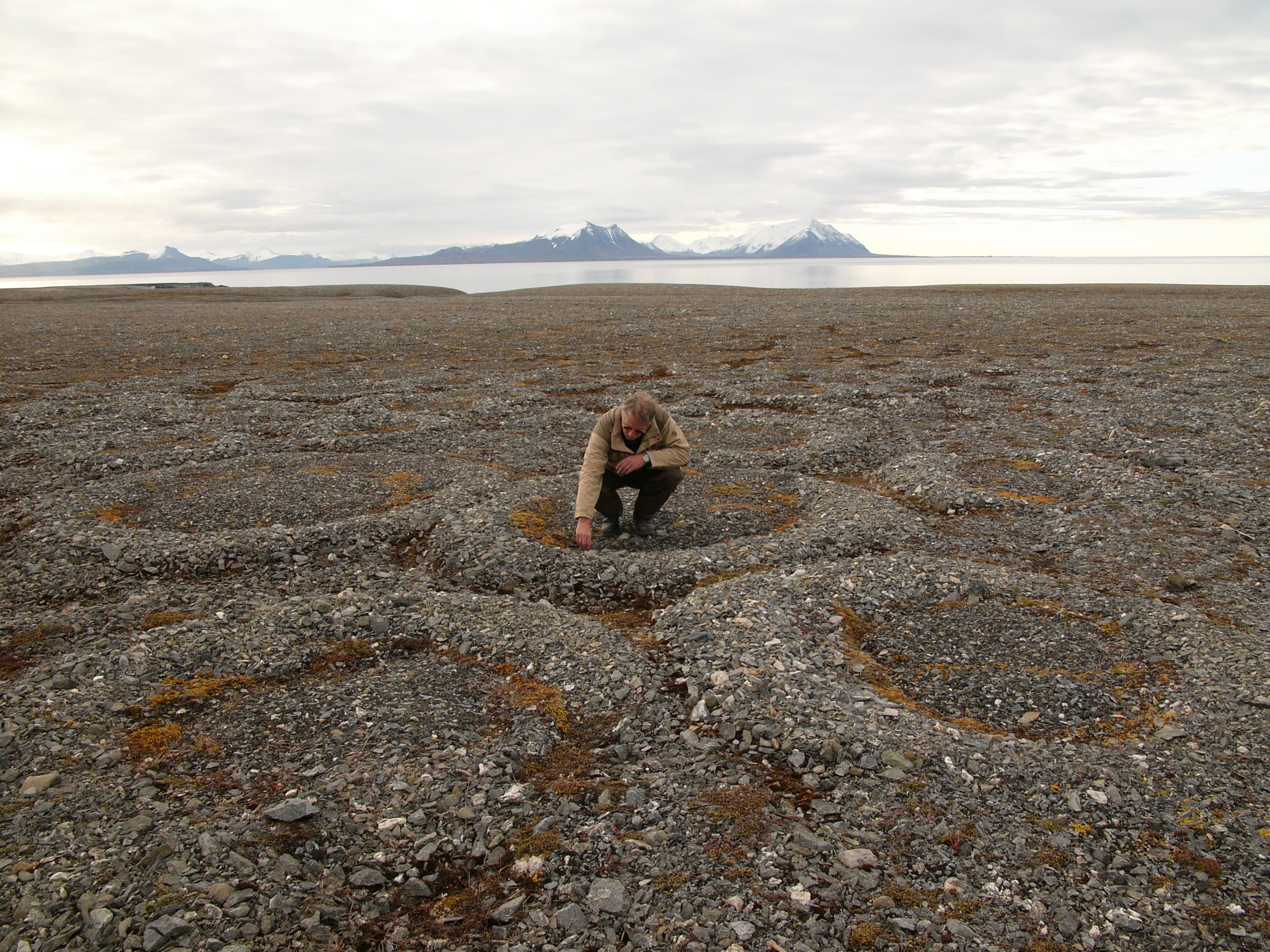
Strutture circolari originate dalla parziale fusione e collasso di lenti di ghiaccio nell'arcipelago delle Isole Svalbard.

I gradoni possono svilupparsi a partire da circoli e poligoni. Questa forma di suolo poligonale assomiglia per lo più a una terrazza che ha un bordo formato dalle pietre più grandi o dalla vegetazione sul lato in pendio, e può essere costituito da materiale uniforme o irregolare. 

### Strisce
Le strisce sono linee di pietre, vegetazione, e/o suolo che tipicamente si formano dalla trasformazione dei gradoni sui pendii con angoli compresi fra 2º e 7º. Le strisce possono essere costituite da materiale ordinato o disordinato. Le strisce uniformi sono linee di pietre più grandi separate da zone di pietre più piccole, sedimenti fini o vegetazione. Le strisce irregolari sono costituite generalmente da linee di vegetazione o suolo, separate da zone di suolo nudo.

## Formazione del suolo poligonale
Quando l'acqua congela, si espande occupando un volume maggiore di circa il 10%. L'espansione del ghiaccio può generare una forza sufficiente a trasformare piccole crepe sul selciato stradale in buche profonde e frantumare macigni enormi propagandosi lungo le fratture della roccia, attraverso il processo di formazione di un cuneo di ghiaccio. Le pressioni associate con i cunei di ghiaccio possono raggiungere i 200 MPa, una pressione vicina a quella richiesta per frantumare il granito.
Nelle aree periglaciali e in quelle interessate dal congelamento stagionale, il congelamento e lo scongelamento ripetuto delle falde acquifere tende a spostare le pietre più grandi verso la superficie, mentre il suolo formato da materiale più minuto scorre e si situa al di sotto delle pietre più grandi. In superficie, le aree ricche di pietre più grandi contengono molto meno acqua delle aree altamente porose costituite da sedimenti a struttura più fine. Queste zone sature d'acqua con sedimenti più fini hanno una capacità molto più grande di espandersi e contrarsi in funzione del congelamento e dello scongelamento, conducendo alla fine a forze laterali capaci di ammucchiare le pietre più grandi in cumuli e strisce. Nel corso del tempo, i cicli ripetuti di gelo-disgelo appianano le irregolarità e arrotondano le asperità dei cumuli, per andare a formare i comuni poligoni, circoli, e strisce che caratterizzano i suoli poligonali.
Il congelamento tende inoltre a uniformare i sedimenti del terreno. In seguito all'erosione atmosferica, le particelle più fini tendono a migrare dal fronte di congelamento, mentre il materiale più grossolano tende a penetrare nel terreno per effetto della gravità.
I suoli poligonali si formano per lo più nello strato attivo del permafrost. L'acqua che percola nel terreno tende a formare degli agglomerati sotterranei. Con il congelamento, questi blocchi vengono spinti verso l'alto. Nei periodi di scongelamento i blocchi non possono ritornare alla loro posizione originaria, perché le particelle fini hanno riempito i vuoti. Il processo continua fino all'affioramento dei blocchi.